# Кызылжар (Костанайская область)
Кызылжар, Кзыл-Жар (каз. Қызылжар) — село в районе Беимбета Майлина Костанайской области Казахстана. Входит в состав Асенкритовского сельского округа. Код КАТО — 396435400.

## География
Село находится к северо-западу от районного центра села Айет на правом берегу реки Аят.
Территория села составляет 440 га.

## Население
В 1999 году население села составляло 381 человек (193 мужчины и 188 женщин). По данным переписи 2009 года, в селе проживало 410 человек (210 мужчин и 200 женщин).
На 1 января 2013 года численность населения села составила 411 человек.